# Garner (Carolina del Nord)
Garner és una població dels Estats Units a l'estat de Carolina del Nord. Segons el cens del 2008 tenia 27.138 habitants.

## Demografia
Segons el cens del 2000, Garner tenia 17.757 habitants, 6.950 habitatges i 4.830 famílies. La densitat de població era de 534,8 habitants per km².
Dels 6.950 habitatges en un 34% hi vivien nens de menys de 18 anys, en un 53,5% hi vivien parelles casades, en un 12,7% dones solteres, i en un 30,5% no eren unitats familiars. En el 24,2% dels habitatges hi vivien persones soles el 6,5% de les quals corresponia a persones de 65 anys o més que vivien soles. El nombre mitjà de persones vivint en cada habitatge era de 2,51 i el nombre mitjà de persones que vivien en cada família era de 3.
Per edats la població es repartia de la següent manera: un 25% tenia menys de 18 anys, un 7,9% entre 18 i 24, un 33,6% entre 25 i 44, un 22,6% de 45 a 60 i un 10,9% 65 anys o més.
L'edat mediana era de 36 anys. Per cada 100 dones de 18 o més anys hi havia 89,2 homes.
La renda mediana per habitatge era de 47.380 $ i la renda mediana per família de 58.302 $. Els homes tenien una renda mediana de 37.359 $ mentre que les dones 29.805 $. La renda per capita de la població era de 22.433 $. Entorn del 4,9% de les famílies i el 6,8% de la població estaven per davall del llindar de pobresa.

## Poblacions properes
El següent diagrama mostra les poblacions més properes.